# Gare de Braskereidfoss
La gare de Braskereidfoss est une gare ferroviaire norvégienne de la ligne de Solør. Elle est située dans le hameau de Braskereidfoss qui fait partie de la commune de Våler (Hedmark), dans le comté de Hedmark. 
C'est une gare uniquement ouverte au service du fret.

## Situation ferroviaire
La gare de Braskereidfoss est établie sur la ligne de Solør à 170,26 km d'Oslo, 70 km de la gare de Kongsvinger et à 24,3 km d'Elverum. 

## Histoire
La gare de Braskereidfoss est mise en service lors de l'achèvement de la ligne en 1910.
Le trafic passager a été abandonné sur la ligne de Solør au début des années 1990, cela entraîné la fermeture de la gare.  Elle est remise en service en 1995 pour le service des marchandises.

## Service des marchandises
L'activité est d'environ quatre trains par jour qui partent de la gare transportant du bois provenant de l'Østerdalen pour  être transformé à Sarpsborg ou en Suède.